# 須田孝司
須田 孝司（すだ こうじ）は、日本の言語学者（第二言語習得理論・心理言語学）。学位は博士（文学）（東北大学・2014年）。静岡県立大学国際関係学部准教授・大学院国際関係学研究科准教授。
仙台電波工業高等専門学校総合科学科講師、富山県立大学工学部准教授などを歴任した。

## 概要
日本出身の言語学者である。第二言語習得理論や心理言語学を専攻している。中央大学文学部を卒業し、エセックス大学大学院と群馬県立女子大学大学院文学研究科の修士課程を修了し、東北大学大学院文学研究科の博士後期課程を修了した。仙台電波工業高等専門学校の講師、富山県立大学や静岡県立大学の准教授として教鞭を執った。

## 来歴

### 生い立ち
中央大学に進学し、文学部の文学科にて学んだ。1996年3月、中央大学を卒業した。大学卒業後はイギリスに渡り、エセックス大学の大学院に進学し、応用言語学を学んだ。1999年4月、エセックス大学の大学院における修士課程を修了した。それにともない、Master of Artsの学位を取得した。さらに、群馬県立女子大学の大学院に進学し、文学研究科にて学んだ。2001年3月、群馬県立女子大学の大学院における修士課程を修了した。なお、後年になって東北大学の大学院に進学し、文学研究科にて学んだ。2014年7月に、東北大学の大学院における博士後期課程を修了した。それにともない、博士（文学）の学位を取得した。

### 研究者として
2004年4月、独立行政法人である国立高等専門学校機構が設置・運営する仙台電波工業高等専門学校に採用され、総合科学科の講師に就任した。2009年4月、富山県立大学に転じ、工学部の准教授に就任した。なお、古巣である仙台電波工業高等専門学校は、同年10月に宮城工業高等専門学校と統合・再編され、仙台高等専門学校となった。2015年4月、静岡県立大学に転じ、国際関係学部の准教授に就任した。国際関係学部においては、主として国際言語文化学科の講義を担当した。なお、静岡県立大学の大学院においては、国際関係学研究科の准教授も兼務することとなった。国際関係学研究科においては、主として比較文化専攻の講義を担当した。

## 研究
専門は言語学であり、第二言語習得理論や心理言語学といった分野の研究に従事している。具体的には、第二言語を学習する者の文法の能力についての研究に取り組んでいる。また、英語を学習する日本人の文の処理過程や、認知能力が文処理に与える影響について研究している。学術書としては、言語学者の若林茂則らとの共著なども上梓している。
学術団体としては、日本第二言語習得学会、日本言語学会、日本英語学会、認知科学会、言語科学会、といった団体に所属している。なお、日本第二言語習得学会においては編集委員会や年次大会実行委員会の委員長を務め、日本言語学会においては広報委員会の委員長を務めた。

## 著作

### 共著
- 白畑知彦編著、若林茂則・須田孝司著『英語習得の「常識」「非常識」――第二言語習得研究からの検証』大修館書店、2004年。ISBN 4469244988